# Пикировка (биология)

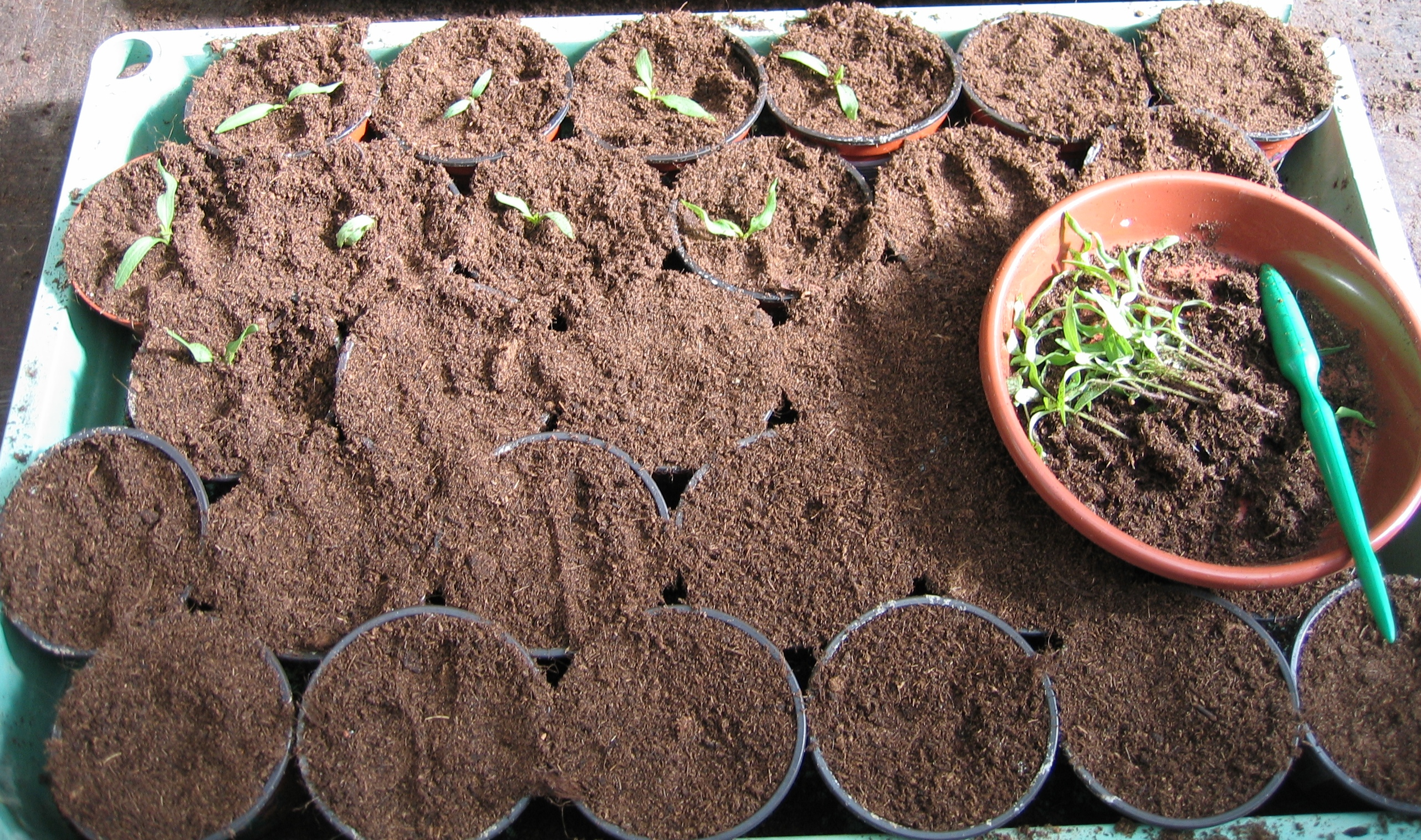
Пикировка томатов

Пикировка растений — пересадка сеянцев на другое место раньше посадки на место окончательного развития с целью получить растения с большим числом хорошо развитых боковых корней. Пикировка обычно сопровождается обрезанием около трети главного, стержневого корня (прищипывание).
Наиболее выгодна пикировка для получения хорошей рассады капусты и брюквы, корни которых ветвятся довольно слабо, и бесполезна для растений, корни которых разрастаются сами собой. Пикировку лучше всего производить, пока ростки находятся в семядольном состоянии.
К растениям, хорошо переносящим пикировку, относят лук-порей, томат, розмарин, капусту.
Плохо переносят пикировку тыквенные культуры: тыквы, кабачки, дыни, арбузы, патиссоны.